# Lebaudy Frères
Lebaudy Frères war ein französisches Unternehmen mit Sitz in Moisson, das Zucker herstellte. Die Zuckerraffinerie war zu ihrer Zeit die bedeutendste in Frankreich. Unter der Geschäftsführung der Brüder Paul (1858–1937) und Pierre Lebaudy (1865–1929) baute man von 1902 bis 1911 auch halbstarre Luftschiffe. Chefingenieur war Henri Julliot (1855–1956). Für den Luftschiffbau wurde 1901 der erste Hangar am Ortsrand errichtet, 1909 folgte der zweite. Die Firma produzierte mit der Lebaudy (Spitzname: Le Jaune, übersetzt: „Der Gelbe“ wegen der Farbe) das erste Luftschiff für die französische Armee, sowie mit der Patrie das erste Luftschiff, das von der französischen Armee in Auftrag gegeben wurde. Weitere Schiffe wurden auch ins Ausland geliefert oder dort unter Lizenz gebaut.

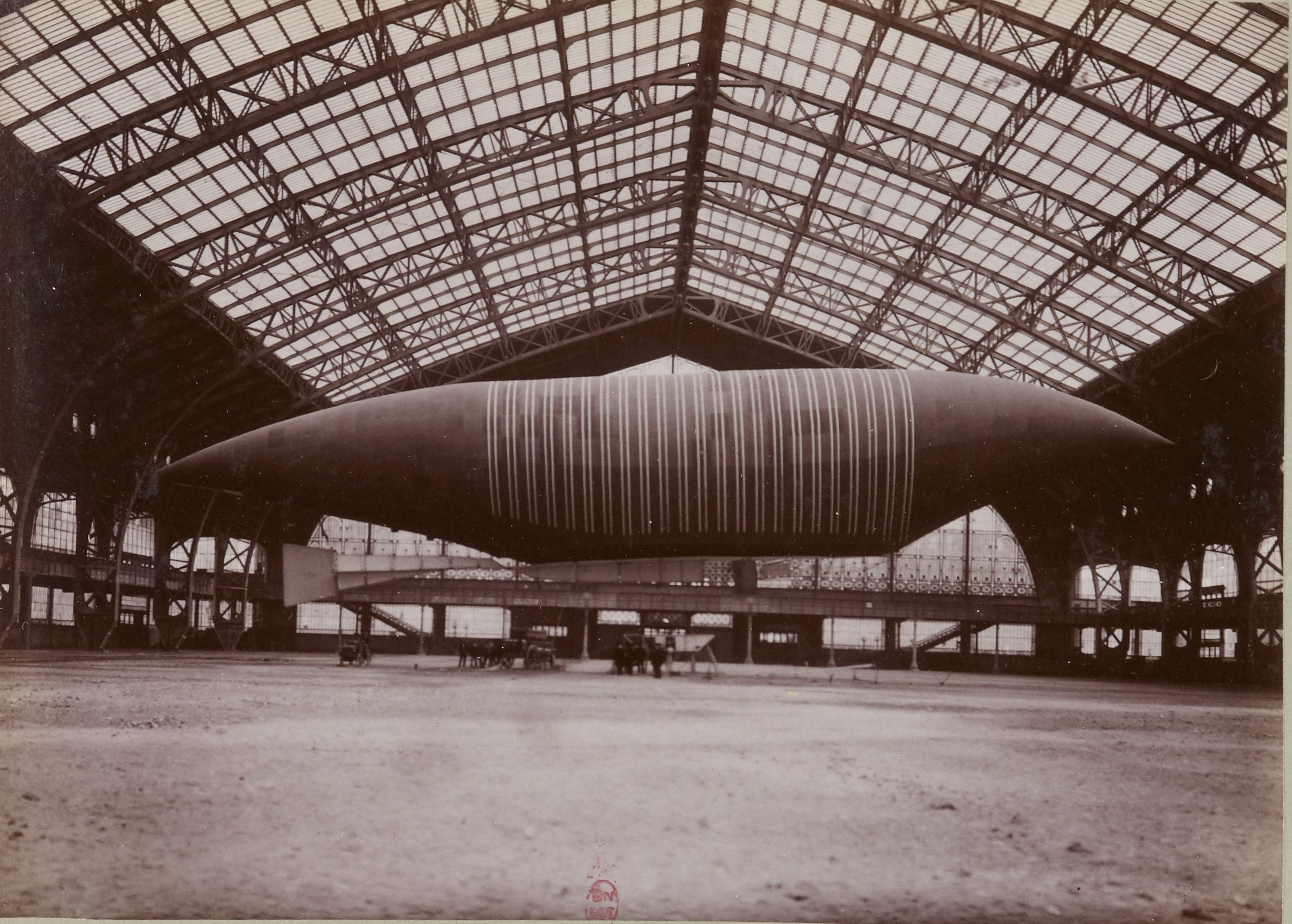
Lebaudy, 1903
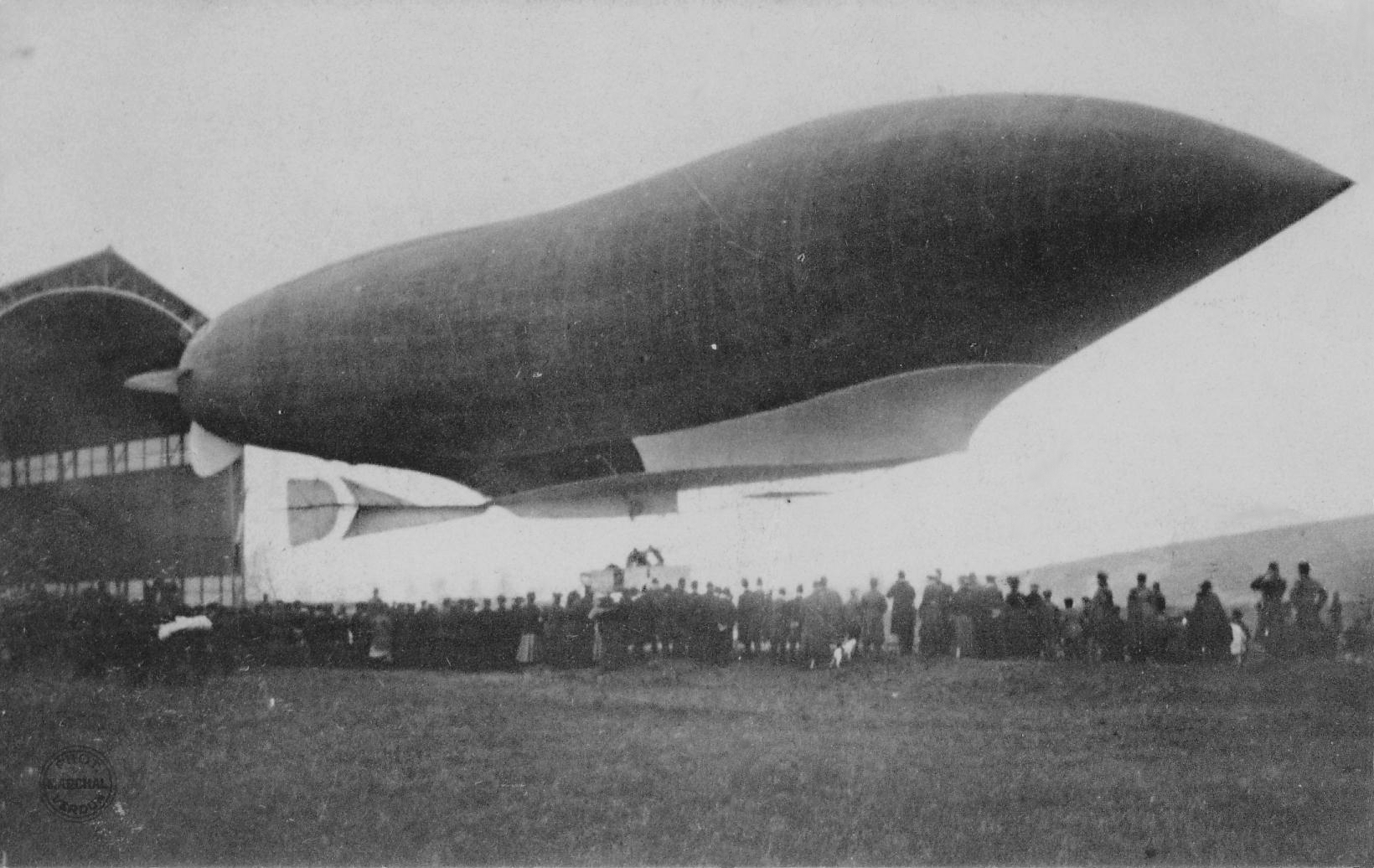
Patrie, 1907
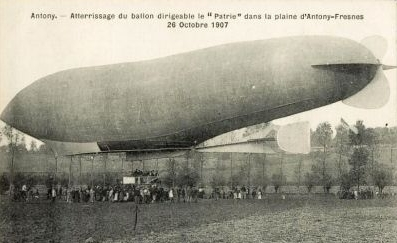
La République, 1907
Liberté, 1909[6]
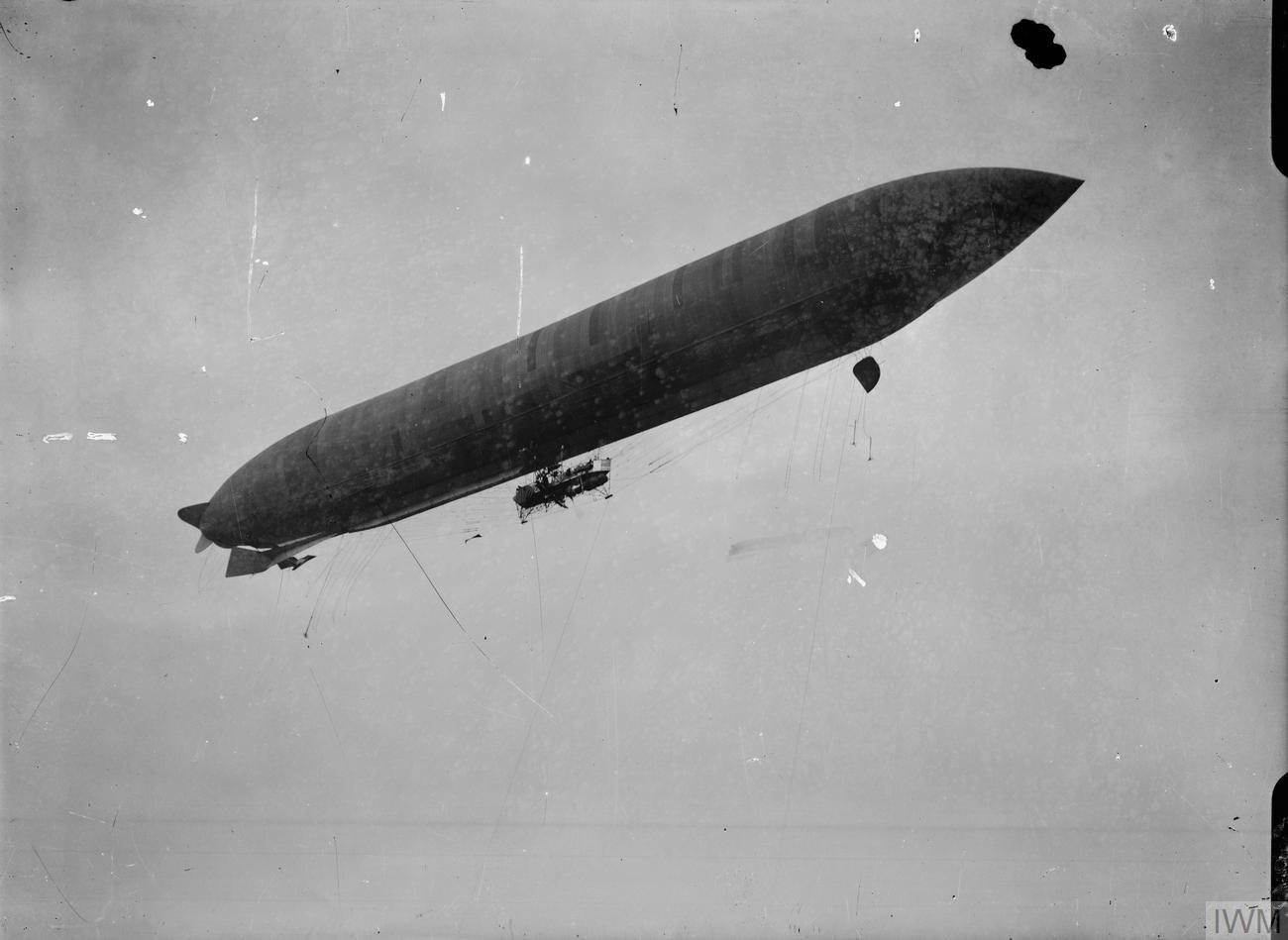
Morning Post,[7] ca. 1910

In Moisson erinnert heute das Museum Musée de la ballonnière et du Jamboree de 1947 an die Geschichte der Lebaudy-Luftschiffe.